# Тецуя Номура
Те́цуя Но́мура (яп. 野村 哲 也; нар. 8 жовтня 1970) — японський ігровий дизайнер і художник. Найбільш відомий працею над іграми серії Final Fantasy. З 1990 року працює в Square Enix на різних посадах.

## Біографія
Народився 8 жовтня 1970 року в префектурі Коті (острів Сікоку). Його батько вплинув на інтерес сина до мистецтва та ігор, створюючи малюнки для настільної гри суґуроку. Номура почав малювати в три роки, в тому числі власні малюнки для суґороку. Коли хлопчик був в середній школі, батько купив йому комп'ютер, на якому той познайомився з відеоіграми і програмуванням. Шкільний вчитель малювання звернув його увагу на роботи Йошітаки Амано, художника, що створював ілюстрації для Final Fantasy. Пізніше Номура створив власну манґу і загорівся бажанням працювати в журналах. Для цього він вступив до професійно-технічного училища в Токіо.
На початку 1990 року Номуру найняла на роботу компанія Square (нині Square Enix), де він зайнявся налагодженням гри Final Fantasy IV і створенням образів монстрів для Final Fantasy V. Згодом йому довірили дизайн другорядних персонажів у Final Fantasy VI.
В 1995 році його призначили на посаду головного дизайнера персонажів Final Fantasy VII. Змінивши на цій посаді традиційного художника всіх попередніх частин серії Йошітаку Амано, Номура повністю змінив художню стилістику і зовнішній вигляд героїв. Гра отримала багато позитивних відгуків і мала приголомшливий комерційний успіх, ставши однією з найкращих ігор, які коли-небудь створювалися для приставки PlayStation. У наступній грі серії, Final Fantasy VIII, Номура знову виступив у ролі головного дизайнера персонажів, і знову його робота була оцінена гідно, що дозволило художнику остаточно закріпитися в компанії. Після появи приставки PlayStation 2 він створив персонажів для ще трьох ігор основної лінійки: Final Fantasy X, Final Fantasy X-2 і Final Fantasy XI.
Крім основної серії Final Fantasy, Номура також брав участь і в інших проектах Square Enix. В 1998 році він працював над іграми Parasite Eve і Brave Fencer Musashi. Доклав руку до дизайну персонажів ігор Ehrgeiz і The World Ends with You. Номура виступав у ролі директора і дизайнера персонажів і в серії Kingdom Hearts: у першій грі Kingdom Hearts, в сіквелі для кишенькової консолі Game Boy Advance Kingdom Hearts: Chain of Memories і в сіквелі для PlayStation 2 Kingdom Hearts II.
Окрім того Номура відомий роботою над персонажами фільму Final Fantasy VII: Advent Children. Крім концептуальних малюнків він склав також деякі тексти для саундтреку.
В 2010-і трудився над проектами компіляції Fabula Nova Crystallis. У всіх випущених чотирьох іграх він був головним дизайнером персонажів, а в Final Fantasy XV також режисером. В 2014 році його змінив Хадзіме Табата, а сам Номура зайнявся Kingdom Hearts III.

## Стиль
Роботи Тецуї Номури, у порівнянні з роботами інших дизайнерів персонажів серії Final Fantasy, мають більш сучасний чи науково-фантастичний вигляд, ніж попередні ігри, що мають середньовічний сетинґ. Крім того, сюжетна лінія ігор Номури похмуріша.
Стиль Тецуї Номури близький до традиційних манґи/аніме. Дизайн багатьох персонажів ігор серій Final Fantasy і Kingdom Hearts, виконаний Номурою, отримав негативну критику за надмір ременів, застібок і блискавок; крім того, дизайн чоловічих персонажів Номури підкреслено андрогінний, а його жіночі персонажі одягнені у відкрите й відверте вбрання. До Final Fantasy X дизайнерські роботи Номури стали більш реалістичними. Починаючи з Final Fantasy XIII примітною рисою стилю Номури стали аксесуари на кшталт стрічок або жакетів ексклюзивного дизайну.

## Участь у проектах
| Назва                                             | Дата виходу | Платформа                           | Роль (посада)                                                                                         |
| ------------------------------------------------- | ----------- | ----------------------------------- | --- |
| Final Fantasy IV                                  | 1991        | Super Nintendo Entertainment System | Відладник                                                                                             |
| Final Fantasy V                                   | 1992        | Super Famicom                       | Дизайн битв, дизайнер монстрів                                                                        |
| Final Fantasy VI                                  | 1994        | Super Nintendo Entertainment System | Графічний директор, дизайн персонажів, сценарист                                                      |
| Live A Live                                       | 1994        | Super Famicom                       | Переклад на діалект тоса-бен                                                                          |
| Front Mission                                     | 1995        | Super Famicom                       | Графічний дизайнер                                                                                    |
| Chrono Trigger                                    | 1995        | Super Nintendo Entertainment System | Графіка локацій                                                                                       |
| DynamiTracer                                      | 1996        | Super Nintendo Entertainment System | Концепт-дизайнер                                                                                      |
| Super Mario RPG                                   | 1996        | Super Nintendo Entertainment System | Особлива подяка, дизайнер босів і монстрів                                                            |
| Final Fantasy VII                                 | 1997        | PlayStation                         | Дизайн персонажів, директор дизайну битв, основний сценарист                                          |
| Ehrgeiz                                           | 1998        | Аркадний автомат                    | Радник з дизайну персонажів                                                                           |
| Parasite Eve                                      | 1998        | PlayStation                         | Дизайнер головних персонажів                                                                          |
| Brave Fencer Musashi                              | 1998        | PlayStation                         | Ілюстрації персонажів                                                                                 |
| Final Fantasy VIII                                | 1999        | PlayStation                         | Дизайн персонажів, візуальний директор розробки битв, дизайнер монстрів, сценарист                    |
| Parasite Eve II                                   | 1999        | PlayStation                         | Ілюстрації персонажів                                                                                 |
| The Bouncer                                       | 2000        | PlayStation 2                       | Дизайнер персонажів                                                                                   |
| Final Fantasy X                                   | 2001        | PlayStation 2                       | Дизайнер персонажів                                                                                   |
| Kingdom Hearts                                    | 2002        | PlayStation 2                       | Директор, концепт-дизайнер, Дизайнер головних персонажів, сценаристboard designer, основний сценарист |
| Final Fantasy XI                                  | 2002        | PlayStation 2                       | Дизайн рас, сценарист, дизайн NPC                                                                     |
| Final Fantasy X-2                                 | 2003        | PlayStation 2                       | Дизайнер головних персонажів                                                                          |
| Before Crisis: Final Fantasy VII                  | 2004        | Мобільний телефон                   | Концепти, дизайн персонажів                                                                           |
| Kingdom Hearts: Chain of Memories                 | 2004        | Game Boy Advance                    | Директор, концепт-дизайнер, керівник сценарію, дизайнер персонажів, основний сценарист                |
| Musashi: Samurai Legend                           | 2005        | PlayStation 2                       | Дизайнер головних персонажів                                                                          |
| Final Fantasy VII: Advent Children                | 2005        |                                     | Директор, дизайнер персонажів                                                                         |
| Last Order: Final Fantasy VII                     | 2005        |                                     | Наглядчий директор                                                                                    |
| Kingdom Hearts II                                 | 2005        | PlayStation 2                       | Директор, концепт-дизайнер, основний сценарист, головний художник 2D-графіки персонажів               |
| Dirge of Cerberus: Final Fantasy VII              | 2006        | PlayStation 2                       | Дизайнер персонажів                                                                                   |
| Dirge of Cerberus Lost Episode: Final Fantasy VII | 2006        | Mobile phones                       | Дизайнер персонажів                                                                                   |
| Final Fantasy V Advance                           | 2006        | Game Boy Advance                    | Дизайнер монстрів                                                                                     |
| Final Fantasy VI Advance                          | 2006        | Game Boy Advance                    | Керівник з графіки                                                                                    |
| The World Ends with You                           | 2007        | Nintendo DS                         | Художній продюсер, дизайнер головних персонажів                                                       |
| Crisis Core: Final Fantasy VII                    | 2007        | PlayStation Portable                | Художній продюсер, дизайнер персонажів                                                                |
| Kingdom Hearts coded                              | 2008        | Mobile phones                       | Директор, концепт-дизайнер, сценарист                                                                 |
| Dissidia Final Fantasy                            | 2008        | PlayStation Portable                | Художній продюсер, дизайнер персонажів                                                                |
| Kingdom Hearts 358/2 Days                         | 2009        | Nintendo DS                         | Директор, концепт-дизайнер, сценарист, 2D-графіка: головний художник                                  |
| Final Fantasy XIII                                | 2009        | PlayStation 3, Xbox 360             | Дизайнер головних персонажів                                                                          |
| Kingdom Hearts Birth by Sleep                     | 2010        | PlayStation Portable                | Директор, концепт-дизайнер, сценарист, 2D-графіка: головний художник                                  |
| Kingdom Hearts Re:coded                           | 2010        | Nintendo DS                         | Директор, концепт-дизайнер, сценарист, 2D-графіка: головний художник                                  |
| Mario Sports Mix                                  | 2010        | Wii                                 | Особлива подяка                                                                                       |
| The 3rd Birthday                                  | 2010        | PlayStation Portable                | Художній продюсер, дизайнер персонажів, концепт-дизайнер                                              |
| Dissidia 012 Final Fantasy                        | 2011        | PlayStation Portable                | Художній продюсер, дизайнер персонажів                                                                |
| Final Fantasy Type-0                              | 2011        | PlayStation Portable                | Художній продюсер, дизайнер персонажів                                                                |
| Final Fantasy XIII-2                              | 2011        | PlayStation 3, Xbox 360             | Дизайнер головних персонажів                                                                          |
| Theatrhythm Final Fantasy                         | 2012        | Nintendo 3DS                        | Художній продюсер                                                                                     |
| Kingdom Hearts 3D: Dream Drop Distance            | 2012        | Nintendo 3DS                        | Директор, концепт-дизайнер, сценарист, 2D-графіка: головний художник                                  |
| Final Fantasy All the Bravest                     | 2013        | iOS, Android                        | Художній продюсер, творець оригінального концепту                                                     |
| Kingdom Hearts HD 1.5 Remix                       | 2013        | PlayStation 3                       | Директор, концепт-дизайнер, сценарист, 2D-графіка: головний художник                                  |
| Lightning Returns: Final Fantasy XIII             | 2013        | PlayStation 3, Xbox 360             | Дизайнер головних персонажів                                                                          |
| Kingdom Hearts HD 2.5 Remix                       | 2014        | PlayStation 3                       | Директор, концепт-дизайнер, сценарист, 2D-графіка: головний художник                                  |
| Final Fantasy XV                                  | 2016        | PlayStation 4, Xbox One             | Директор (2006—2014), концептуальний дизайн, дизайн персонажів, основний сценарист                    |
| Kingdom Hearts III                                | TBA         | PlayStation 4, Xbox One             | Директор                                                                                              |